# Leonardo (football, 1983)
Pour les articles homonymes, voir Leonardo.
Leonardo de Vitor Santiago est un footballeur brésilien né le 9 mars 1983 à Rio de Janeiro. Il évolue au poste d'ailier droit. 
Il a remporté la Coupe de l'UEFA en 2002 avec le Feyenoord Rotterdam.

## Palmarès
Feyenoord Rotterdam
- Coupe de l'UEFA
  - Vainqueur (1) : 2002